# Tapéus
Tapéus é uma povoação portuguesa sede da Freguesia de Tapéus do Município de Soure, freguesia com 14,41 km² de área e 326 habitantes (censo de 2021), tendo, por isso, uma densidade populacional de 22,6 hab./km².
Pertenceu ao concelho de Pombal até 1864.

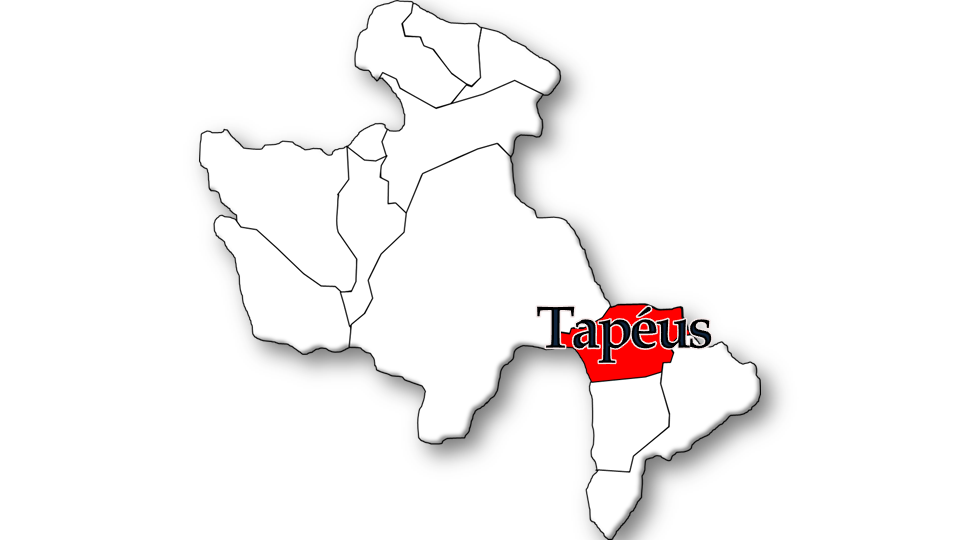
Localização da freguesia no Município de Soure.

## Demografia
A população registada nos censos foi:
| Distribuição da População por Grupos Etários | Distribuição da População por Grupos Etários | Distribuição da População por Grupos Etários | Distribuição da População por Grupos Etários | Distribuição da População por Grupos Etários |
| -------------------------------------------- | -------------------------------------------- | -------------------------------------------- | -------------------------------------------- | -------------------------------------------- |
| Ano                                          | 0-14 Anos                                    | 15-24 Anos                                   | 25-64 Anos                                   | > 65 Anos                                    |
| 2001                                         | 40                                           | 64                                           | 215                                          | 128                                          |
| 2011                                         | 32                                           | 25                                           | 169                                          | 112                                          |
| 2021                                         | 31                                           | 22                                           | 146                                          | 127                                          |

## Património
- Igreja Paroquial do Espírito Santo
- Capela da Senhora da Esperança
- Capela de Santa Bárbara